# Royal Rumble (2009)
Royal Rumble (2009) foi o 22º evento anual Royal Rumble em pay-per-view (PPV) de luta profissional produzido pela World Wrestling Entertainment (WWE). Foi realizado para lutadores das divisões de marca Raw, SmackDown e ECW da promoção. O evento aconteceu em 25 de janeiro de 2009, na Joe Louis Arena em Detroit, Michigan. Como é de costume desde 1993, o vencedor da luta Royal Rumble recebeu uma luta pelo campeonato mundial na WrestleMania daquele ano. Para o evento de 2009, o vencedor recebeu a escolha de disputar o Campeonato Mundial dos Pesos Pesados do Raw, o Campeonato da WWE do SmackDown ou o Campeonato da ECW na WrestleMania 25.
Cinco lutas foram apresentadas no supercard do evento, uma programação de mais de um evento principal. O evento principal foi a luta Royal Rumble de 2009, que contou com lutadores de todas as três marcas. Randy Orton do Raw, o oitavo participante, venceu a partida eliminando por último Triple H do SmackDown, o sétimo participante. A luta principal na marca Raw foi John Cena contra John "Bradshaw" Layfield (JBL) pelo Campeonato Mundial dos Pesos Pesados, que Cena venceu para reter o título. A luta principal na marca SmackDown foi uma luta sem desqualificação entre Jeff Hardy e Edge pelo Campeonato da WWE, que Edge venceu para ganhar seu quarto e último campeonato da WWE. A luta predominante na marca ECW foi entre Jack Swagger e Matt Hardy pelo Campeonato da ECW, que Swagger venceu para reter. Este evento também marcou a primeira aparição de Rob Van Dam na WWE desde One Night Stand em junho de 2007.

## Produção

### Introdução
O Royal Rumble é um pay-per-view (PPV) anual, produzido todo mês de janeiro pela World Wrestling Entertainment (WWE) desde 1988. É um dos quatro pay-per-views originais da promoção, junto com WrestleMania, SummerSlam e Survivor Series, apelidado de "Quatro Grandes". É nomeado após a luta Royal Rumble, uma batalha real modificada na qual os participantes entram em intervalos cronometrados, em vez de todos começarem no ringue ao mesmo tempo. O evento de 2009 foi o 22º evento na cronologia do Royal Rumble e estava programado para ser realizado em 25 de janeiro de 2009, na Joe Louis Arena em Detroit, Michigan. Apresentava lutadores das marcas Raw, SmackDown e ECW.
A luta Royal Rumble geralmente apresenta 30 lutadores. Tradicionalmente, o vencedor da partida ganha uma luta pelo campeonato mundial na WrestleMania daquele ano. Para 2009, o vencedor poderia escolher disputar o Campeonato Mundial dos Pesos Pesados do Raw, o Campeonato da WWE do SmackDown ou o Campeonato da ECW na WrestleMania 25.

### Rivalidades
O card consistia em seis partidas, além de uma luta preliminar. As lutas resultaram de histórias com roteiro, onde os lutadores retratavam heróis, vilões ou personagens menos distinguíveis para criar tensão e culminavam em uma luta livre ou uma série de lutas. Os resultados foram predeterminados pelos escritores da WWE nas marcas Raw, SmackDown e ECW, com histórias produzidas em seus programas de televisão semanais, Raw, SmackDown e ECW no Sci Fi.

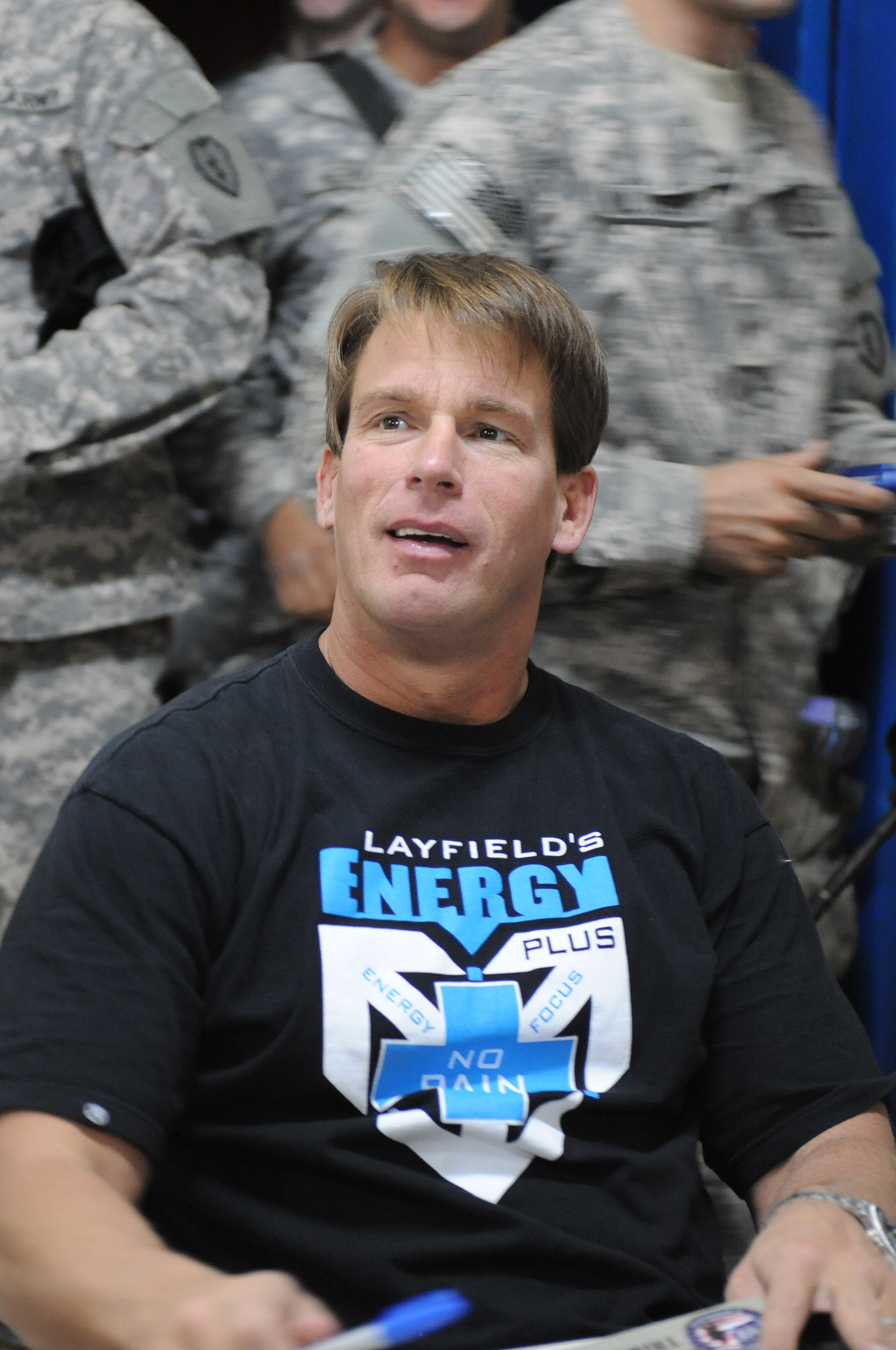
John "Bradshaw" Layfield (JBL) que enfrentou John Cena no Royal Rumble

A principal rivalidade da marca Raw disputada entre John Cena e John "Bradshaw" Layfield (JBL) pelo Campeonato Mundial de Pesos Pesados. JBL ganhou sua luta pelo campeonato contra Cena depois de vencer uma luta fatal four-Way de eliminação - uma partida padrão na qual o último competidor restante que não foi eliminado é declarado o vencedor - em 29 de dezembro de 2008, episódio do Raw ao derrotar Chris Jericho, Randy Orton e Shawn Michaels.
Outra rivalidade da marca Raw veio com Melina desafiando Beth Phoenix por seu Campeonato Feminino da WWE em uma partida individual. Melina ganhou a oportunidade de enfrentar o Phoenix no episódio do Raw de 29 de dezembro de 2008 ao vencer uma battle royal, uma luta semelhante ao Royal Rumble, porém com menos competidores.
A principal rivalidade da marca SmackDown incorporada ao Royal Rumble apresentava Jeff Hardy e Edge, com os dois brigando pelo Campeonato da WWE. No evento pay-per-view anterior da WWE, Armageddon, Hardy derrotou o atual campeão Edge e Triple H em uma luta triple threat, uma luta padrão envolvendo três lutadores, para ganhar o Campeonato da WWE. No episódio de 2 de janeiro de 2009 do SmackDown, a figura de autoridade no ar Vickie Guerrero anunciou que Edge enfrentaria Hardy pelo título da WWE no Royal Rumble.
A principal rivalidade da marca ECW, aquela entre Jack Swagger e Matt Hardy, fez com que os dois brigassem pelo Campeonato da ECW. No episódio de 13 de janeiro de 2009 da ECW no Syfy, Swagger derrotou Hardy para conquistar o Campeonato da ECW. No episódio de 16 de janeiro do Friday Night SmackDown, a WWE anunciou que Swagger defenderia o título da ECW contra Hardy em uma revanche no Royal Rumble.

## Evento
| Papel:                    | Nome:                                      |
| ------------------------- | ------------------------------------------ |
| Comentaristas em inglês   | Michael Cole (Raw)                         |
| Comentaristas em inglês   | Jerry "The King" Lawler (Raw/Royal Rumble) |
| Comentaristas em inglês   | Jim Ross (Smackdown/Royal Rumble)          |
| Comentaristas em inglês   | Tazz (Smackdown)                           |
| Comentaristas em inglês   | Todd Grisham (ECW)                         |
| Comentaristas em inglês   | Matt Striker (ECW)                         |
| Comentaristas em espanhol | Carlos Cabrera                             |
| Comentaristas em espanhol | Hugo Savinovich                            |
| Entrevistadores           | Todd Grisham                               |
| Anunciadores de ringue    | Lilian Garcia (Raw)                        |
| Anunciadores de ringue    | Justin Roberts (SmackDown/Royal Rumble)    |
| Anunciadores de ringue    | Tony Chimel (ECW)                          |
| Árbitros                  | Charles Robinson                           |
| Árbitros                  | Mike Chioda                                |
| Árbitros                  | Chad Patton                                |
| Árbitros                  | Marty Elias                                |
| Árbitros                  | Jack Doan                                  |
| Árbitros                  | Scott Armstong                             |

### Lutas preliminares
A primeira luta da noite viu Jack Swagger defender o Campeonato da ECW contra Matt Hardy. A luta começou com os dois lutadores se opondo aos movimentos um do outro até que Swagger machucou o ombro esquerdo de Hardy e o mirou pelo resto da luta. Swagger finalmente derrotou Hardy imobilizando-o depois de jogá-lo no tapete com uma gutwrench powerbombh. Swagger assim manteve o título da ECW.
A segunda luta envolveu o Campeonato Feminino da WWE, onde Beth Phoenix defendeu seu título contra Melina. A partida terminou quando Phoenix tentou o Glam Slam em Melina, mas Melina contra-atacou em um roll-up pin, para ganhar o Campeonato Feminino.

### Lutas do evento principal

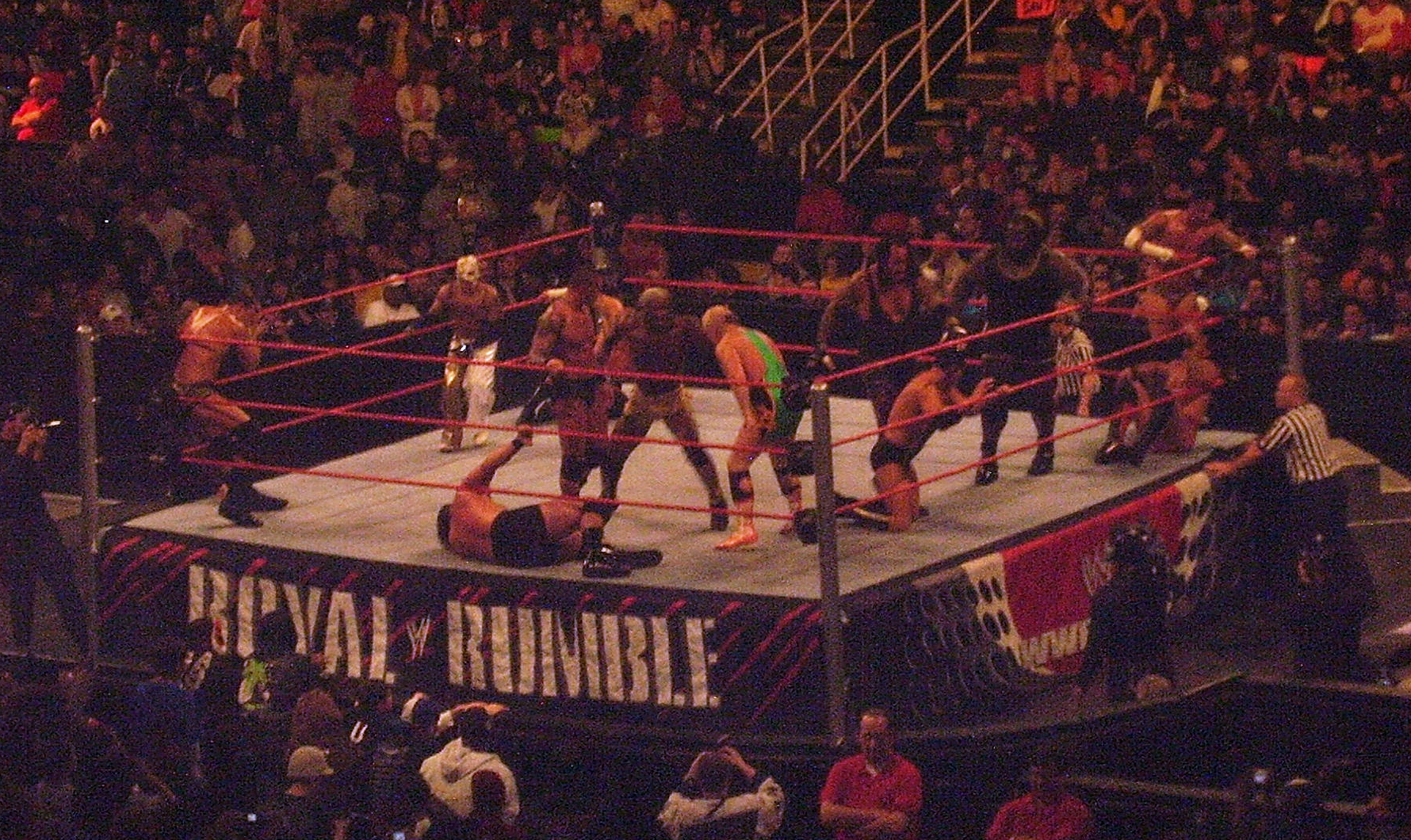
A luta Royal Rumble em andamento

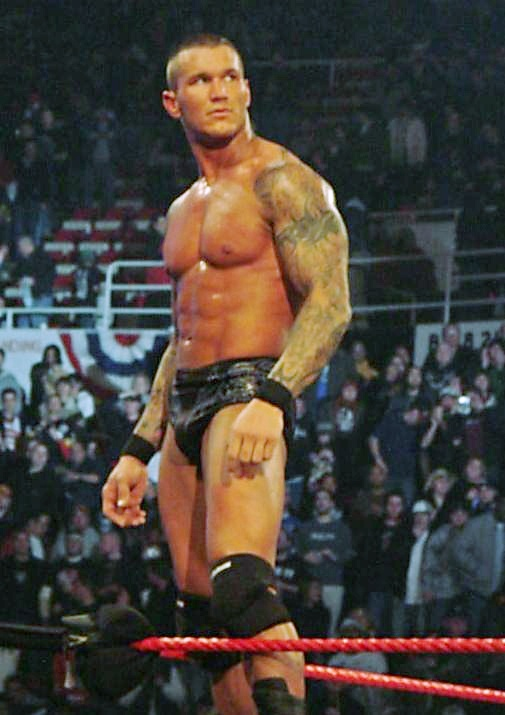
Randy Orton depois de vencer o Royal Rumble 2009

A terceira luta do card colocou John Cena contra John "Bradshaw" Layfield (JBL) pelo Campeonato Mundial dos Pesos Pesados. O funcionário de JBL, Shawn Michaels, o acompanhou ao ringue e se envolveu na luta pela primeira vez quando o árbitro ficou incapacitado; ele entrou no ringue e executou seu finalizador Sweet Chin Music tanto no JBL quanto no Cena. Ele então saiu do ringue, deixando o braço de JBL em cima de Cena. Cena, no entanto, conseguiu levantar o ombro e realizou um Attitude Adjustment para manter seu campeonato mundial.
Na quarta luta, Jeff Hardy defendeu o Campeonato da WWE contra Edge. Antes do início da partida, Vickie Guerrero apareceu e anunciou que a partida seria sem desqualificações. Edge então revelou que Chavo Guerrero estaria em seu corner. Durante a partida, Hardy trouxe uma escada e a colocou perto da mesa de anunciantes espanhóis. Quando Chavo tentou interferir, Hardy o colocou na mesa e pulou da escada, acertando Chavo e quebrando a mesa. Hardy então venceu a partida quando executou o Swanton on Edge após chutar Vickie para fora do ringue quando ela tentou interferir. Quando Hardy foi para a imobilização, Vickie impediu o árbitro Scott Armstrong de fazer uma contagem de três. O irmão de Jeff, Matt, então foi até o ringue, colocando uma cadeira sob o rosto de Edge. Agarrando outra cadeira, Matt a princípio parecia estar preparando Edge para sua própria versão da manobra de con-chair-to de Edge. Em vez disso, ele acertou Jeff na cabeça com a cadeira, permitindo que Edge imobilizasse Jeff e se tornasse o novo campeão da WWE.
Jim Ross e Jerry Lawler apareceram para convocar o evento principal. O evento principal consistiu na luta Royal Rumble. Rey Mysterio e John Morrison começaram o Rumble. Quando Finlay entrou em 14º lugar, Rey Mysterio pisou nos recém-eliminados John Morrison e The Miz para evitar a eliminação. Santino Marella entrou na 28ª posição e foi eliminado por Kane em um segundo. Quebrando o recorde do Warlord de eliminação mais curta no Royal Rumble. Os últimos seis participantes restantes na luta foram The Big Show, The Undertaker, Triple H e The Legacy (Cody Rhodes, Ted DiBiase e Randy Orton). Enquanto Undertaker e Big Show brigavam no apron externo (ambos passaram por cima da corda, mas não atingiram o chão), Orton eliminou Big Show com um RKO, fazendo-o cair do avental. Big Show eliminou The Undertaker logo em seguida, quando puxou seu oponente do avental pela perna. Apesar de estar em desvantagem contra o Legacy, Triple H eliminou DiBiase e Rhodes. Com Triple H nas cordas, Orton rapidamente o prendeu por trás para mandá-lo por cima da corda e se tornar o vencedor da luta Royal Rumble.

## Após o evento

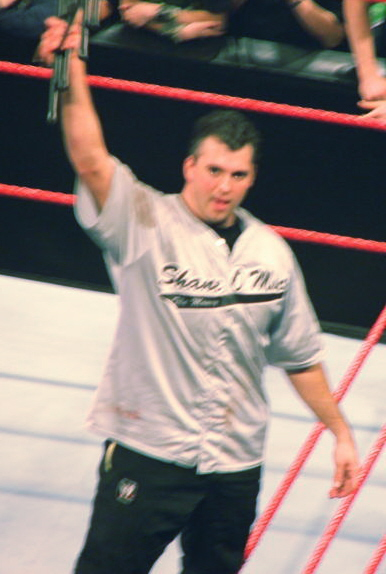
Shane McMahon voltou após o Royal Rumble e atacou Randy Orton

No episódio do Raw de 26 de janeiro, The Legacy saiu com dois advogados e um terapeuta. Randy Orton então revelou que sofre de IED, o que o leva a ter explosões violentas quando provocado, perdendo todo o controle de suas emoções e ações. De acordo com Orton e seus advogados, Orton havia dito a Stephanie McMahon que, se demitido, ele não levaria apenas DiBiase e Rhodes com ele, mas todo o vestiário, já que abriria um processo contra a empresa.
A marca Raw começou as partidas de qualificação para a próxima luta Elimination Chamber da marca no próximo evento pay-per-view da WWE, No Way Out. Três das partidas de qualificação viram Kofi Kingston derrotar Kane, Rey Mysterio derrotar William Regal e Chris Jericho derrotar CM Punk para se classificar. Em uma quarta partida de qualificação, Shawn Michaels não conseguiu vencer uma partida contra John Cena que tornaria JBL elegível para participar da Elimination Chamber.
A disputa pelo Campeonato da ECW entre Jack Swagger e Matt Hardy terminou oficialmente quando a autoridade no ar da ECW, Theodore Long, anunciou no episódio de 27 de janeiro da ECW que Hardy havia solicitado uma mudança para a marca SmackDown. Swagger teve outros problemas quando seu cinturão da ECW foi roubado por Hornswoggle. Quando o pai da história de Hornswoggle, Finlay, pediu a Hornswoggle que devolvesse o título a Swagger, Swagger empurrou Hornswoggle para o chão, o que fez com que Finlay derrubasse Swagger com seu próprio cinturão de campeão.
No episódio de 30 de janeiro do SmackDown, Matt Hardy proclamou que não tinha remorso por esmagar seu irmão Jeff na cabeça no Royal Rumble e custar-lhe o Campeonato da WWE. Ele então disse ao universo que não considerava mais Jeff um parceiro ou um irmão. Houve três eliminatórias da Elimination Chamber para o No Way Out. A primeira luta foi The Undertaker contra Mark Henry, que Undertaker venceu por finalização com o Hell's Gate. A segunda partida de qualificação foi The Big Show derrotando Festus com um K.O. Punch. A última qualificação foi uma luta de ameaça tripla com Triple H, The Great Khali e Vladimir Kozlov. Triple H venceu a partida depois de entregar um Pedigree para Khali para obter a vitória.
Durante o WWE Draft de 2009, o Campeonato Mundial dos Pesos Pesados e o Campeonato da WWE trocaram de marca.

## Resultados
| Nº                                          | Resultados                                                           | Estipulações                                                                | Tempo |
| ------------------------------------------- | -------------------------------------------------------------------- | --------------------------------------------------------------------------- | ----- |
| Dark                                        | Jimmy Wang Yang derrotou Paul Burchill                               | Luta individual                                                             | -     |
| 1                                           | Jack Swagger (c) derrotou Matt Hardy                                 | Luta individual pelo Campeonato da ECW                                      | 10:27 |
| 2                                           | Melina derrotou Beth Phoenix (c) (com Santino Marella)               | Luta individual pelo Campeonato Feminino da WWE                             | 5:56  |
| 3                                           | John Cena (c) derrotou John "Bradshaw" Layfield (com Shawn Michaels) | Luta individual pelo Campeonato Mundial dos Pesos Pesados                   | 15:29 |
| 4                                           | Edge (com Chavo Guerrero) derrotou Jeff Hardy (c)                    | Luta sem desclassificação pelo Campeonato da WWE                            | 19:23 |
| 5                                           | Randy Orton venceu eliminando por último Triple H                    | Luta Royal Rumble de 30 homens por um campeonato mundial na WrestleMania 25 | 59:37 |
| (c) – Refere-se aos campeões antes da luta. |                                                                      |                                                                             |       |

### Entradas e eliminações da luta Royal Rumble
– Raw
     – SmackDown!
     – ECW
     – Lenda
     – Vencedor
| Nº | Lutador                  | Marca     | Ordem | Eliminado por                          | Tempo | Eliminações |
| -- | ------------------------ | --------- | ----- | -------------------------------------- | ----- | ----------- |
| 1  | Rey Mysterio             | Raw       | 20    | Big Show                               | 49:26 | 1           |
| 2  | John Morrison            | ECW       | 5     | Triple H                               | 19:35 | 0           |
| 3  | Carlito                  | SmackDown | 3     | Vladimir Kozlov                        | 06:11 | 0           |
| 4  | Montel Vontavious Porter | SmackDown | 2     | Vladimir Kozlov                        | 03:52 | 0           |
| 5  | The Great Khali          | SmackDown | 1     | Vladimir Kozlov                        | 01:30 | 0           |
| 6  | Vladimir Kozlov          | SmackDown | 4     | Triple H                               | 02:40 | 3           |
| 7  | Triple H                 | SmackDown | 29    | Randy Orton                            | 50:00 | 6           |
| 8  | Randy Orton              | Raw       | —     | Vencedor                               | 48:30 | 3           |
| 9  | JTG                      | Raw       | 7     | The Undertaker                         | 11:59 | 0           |
| 10 | Ted DiBiase Jr.          | Raw       | 27    | Triple H                               | 45:11 | 1           |
| 11 | Chris Jericho            | Raw       | 23    | The Undertaker                         | 37:17 | 1           |
| 12 | Mike Knox                | Raw       | 19    | Big Show                               | 32:42 | 0           |
| 13 | The Miz                  | ECW       | 6     | Triple H                               | 01:21 | 0           |
| 14 | Finlay                   | ECW       | 21    | Kane                                   | 30:00 | 0           |
| 15 | Cody Rhodes              | Raw       | 28    | Triple H                               | 37:01 | 2           |
| 16 | The Undertaker           | SmackDown | 26    | Big Show1                              | 33:30 | 4           |
| 17 | Goldust                  | Raw       | 8     | Cody Rhodes                            | 01:11 | 0           |
| 18 | CM Punk                  | Raw       | 18    | Big Show                               | 22:29 | 1           |
| 19 | Mark Henry               | ECW       | 9     | The Undertaker & Rey Mysterio          | 03:14 | 0           |
| 20 | Shelton Benjamin         | SmackDown | 10    | The Undertaker                         | 04:17 | 0           |
| 21 | William Regal            | Raw       | 11    | CM Punk                                | 04:23 | 0           |
| 22 | Kofi Kingston            | Raw       | 12    | The Brian Kendrick                     | 06:58 | 0           |
| 23 | Kane                     | Raw       | 24    | Cody Rhodes, Randy Orton & Ted DiBiase | 18:21 | 3           |
| 24 | R-Truth                  | SmackDown | 17    | Big Show                               | 12:06 | 0           |
| 25 | Rob Van Dam              | Sem marca | 22    | Chris Jericho                          | 14:00 | 0           |
| 26 | The Brian Kendrick       | SmackDown | 13    | Triple H                               | 00:15 | 1           |
| 27 | Dolph Ziggler            | Raw       | 14    | Kane                                   | 00:21 | 0           |
| 28 | Santino Marella          | Raw       | 15    | Kane                                   | 00:01 | 0           |
| 29 | Jim Duggan               | Raw       | 16    | Big Show                               | 02:50 | 0           |
| 30 | Big Show                 | SmackDown | 25    | Randy Orton                            | 09:32 | 6           |

1 A eliminação de Undertaker por Big Show veio depois que Big Show foi eliminado por Randy Orton.